# Zhui guang wanli
Zhui guang wanli (xinès simplificat: 追光万里, pinyin: Zhuī guāng wànlǐ, literalment 'Perseguint la llum milers de milles', en anglés: In Pursuit of Light) és una pel·lícula documental xinesa dirigida per Zhang Tongdao i estrenada l'any 2022. Té una durada de 86 minuts i és protagonitzada per Lisa Lu.

## Producció
Originàriament la pel·lícula volia fer un repàs de les contribucions de les persones de Guangdong al cinema mundial, per a després centrar el seu objecte d'estudi al cinema realitzat per xinesos arreu del món.
Va rebre el premi a millor documental en la 18 edició del Festival de Cinema Xinés-Americà (2022). L'actriu protagonista, Lisa Lu, va rebre el guardó a millor actriu, així com un reconeixement a la seua trajectòria, en la 7 edició del Festival Internacional Du Film Canada China.

## Sinopsi
La pel·lícula repassa la trajectòria d'alguns pioners del cinema xinés. Concretament, el documental és protagonitzat per Lisa Lu, una de les primeres estrelles asiàtiques al cinema dels Estats Units.
En la pel·lícula, el director Zhang Tongdao segueix la trajectòria de Lu com a instrument per a rememorar també les trajectòries d'altres pioners del cinema xinés, com per exemple Lai Manwai, considerat el pare del cinema de Hong Kong, el director Cai Chusheng, l'actriu Anna May Wong i Bruce Lee.